# Nicolas de Rochefort

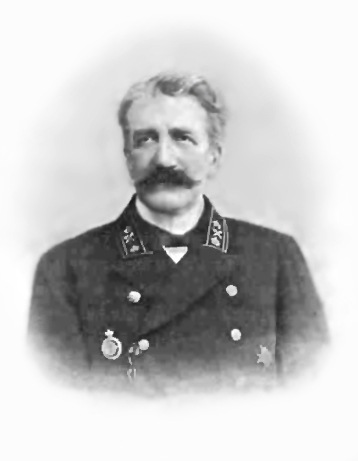
Nicolas de Rochefort

Nicolas Henri Maximilien Iwanowitsch de Rochefort (russisch Николай Иванович де Рошфор; * 1846 in Paris; † 4. Februarjul. / 17. Februar 1905greg. in St. Petersburg) war ein französisch-russischer Architekt und Bauingenieur.

## Leben
Rochefort kam als Zwölfjähriger mit seinen Eltern nach Russland (seine Mutter war Russin). Er genoss eine häusliche Erziehung und begann ein Studium in der naturwissenschaftlichen Abteilung der Universität Moskau (Abschluss 1865). Er wechselte zur Nikolai-Militäringenieurhochschule, an der er 1866 das Studium abschloss. Daneben studierte er als Externer am St. Petersburger Institut der Zivilingenieure.
Rochefort arbeitete dann im Komitee für Technik und Bauwesen des Innenministeriums (1866–1868, 1889–1897) und für das Verkehrsministeriums (1868–1889). Er baute Bahnhöfe, Eisenbahnstrecken und strategische Chausseen. 1867 wurde er Mitglied der Moskauer Architektur-Gesellschaft. 1875–1876 baute Rochefort den Bahnhof in Samara im Stil der italienischen Renaissance, der 2001 durch einen modernen Neubau ersetzt wurde. Ein weiteres Projekt erarbeitete er für den Bahnhof in Orenburg. In Samara baute er noch eine Kapelle und einen Kursaal.
Anfang der 1870er Jahre veröffentlichte Rochefort in mehreren Teilen seine Arbeit zur Bautechnik und Architektur der Zivilbauten, die Anton Iwanowitsch Stuckenberg rezensierte. 1878–1881 war Rochefort Hauptredakteur der monatlich erscheinenden Architektur-Zeitschrift Sodtschi. Er verfasste einige Bücher zur Theorie der Architektur. Sein bekanntestes Buch ist sein illustriertes Architektenhandbuch, das erst nach Rocheforts Tod fertig wurde und wiederholt nachgedruckt wurde.

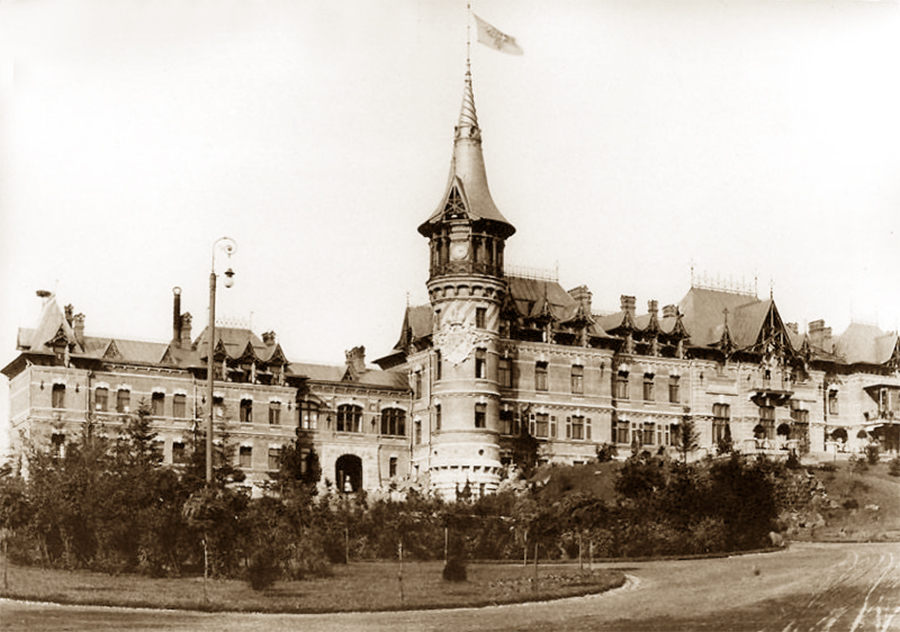
Palast in Białowieża

1889 wurde Rochefort Architekt der Steinbildhauereifabrik Peterhof. Rocheforts bekanntestes Projekt war der Palast in Białowieża (1889–1894) für Alexander III., der dort jagen wollte. Der Palast erhielt ein Bad mit einem Schwimmbecken, das er 1896 in Zarskoje Selo im Alexanderpalast für Nikolaus II. nachbaute. (Der Palast in Białowieża wurde im Deutsch-Sowjetischen Krieg im Juli 1944 während der dortigen Militäroperationen durch Feuer schwer beschädigt. Die Ruine wurde 1961 durch Beschluss der polnischen Regierung beseitigt.) 1895 baute Rochefort in St. Petersburg den 1853–1861 von dem Eklektizismus-Architekten Andrei Iwanowitsch Stackenschneider erbauten Nikolai-Palast um, in dem nun das Xenija-Alexandrowna-Institut für Frauen untergebracht wurde. Diese Arbeiten Rocheforts werden als erste Beispiele der auf dem Jugendstil basierenden Moskauer Moderne angesehen. 1895–1897 baute er das von Ippolito Monighetti 1856–1857 umgebaute Palais der Fürstin M. W. Woronzowa um, das dann vom Lesgaft-Institut für Leibeskultur übernommen wurde. 1896–1899 baute er zusammen mit Ieronim Sewastjanowitsch Kitner eine Orangerie im Botanischen Garten der Universität St. Petersburg auf der Wassiljewski-Insel. 1900–1901 baute er zusammen mit Adam Iossifowitsch Ditrich für das St. Petersburger Bergbau-Institut das Gebäude für ein chemisches Laboratorium.
Als begeisterter Philatelist war Rochefort Ehrenmitglied der Russischen (St. Petersburger) Sektion der Deutschen Union der Philatelisten. Rochefort hatte drei Kinder. Nikolai war Beamter für besondere Aufträge, lebte nach der Oktoberrevolution in Kostroma, wurde 1934 verhaftet wegen Beteiligung an einer terroristischen Gruppe, aber nicht verurteilt und 1992 rehabilitiert. Konstantin war Architekt der Moskauer Moderne. Marija war Dichterin und russische Nationalistin.
Rochefort wurde auf dem Nikolaus-Friedhof hinter dem Ostchor der Kathedrale des Alexander-Newski-Klosters in St. Petersburg begraben.
1995 gab es in St. Petersburg eine Ausstellung zur Architektur Nicolas und Konstantin de Rocheforts.